# Gerrit van Raalten

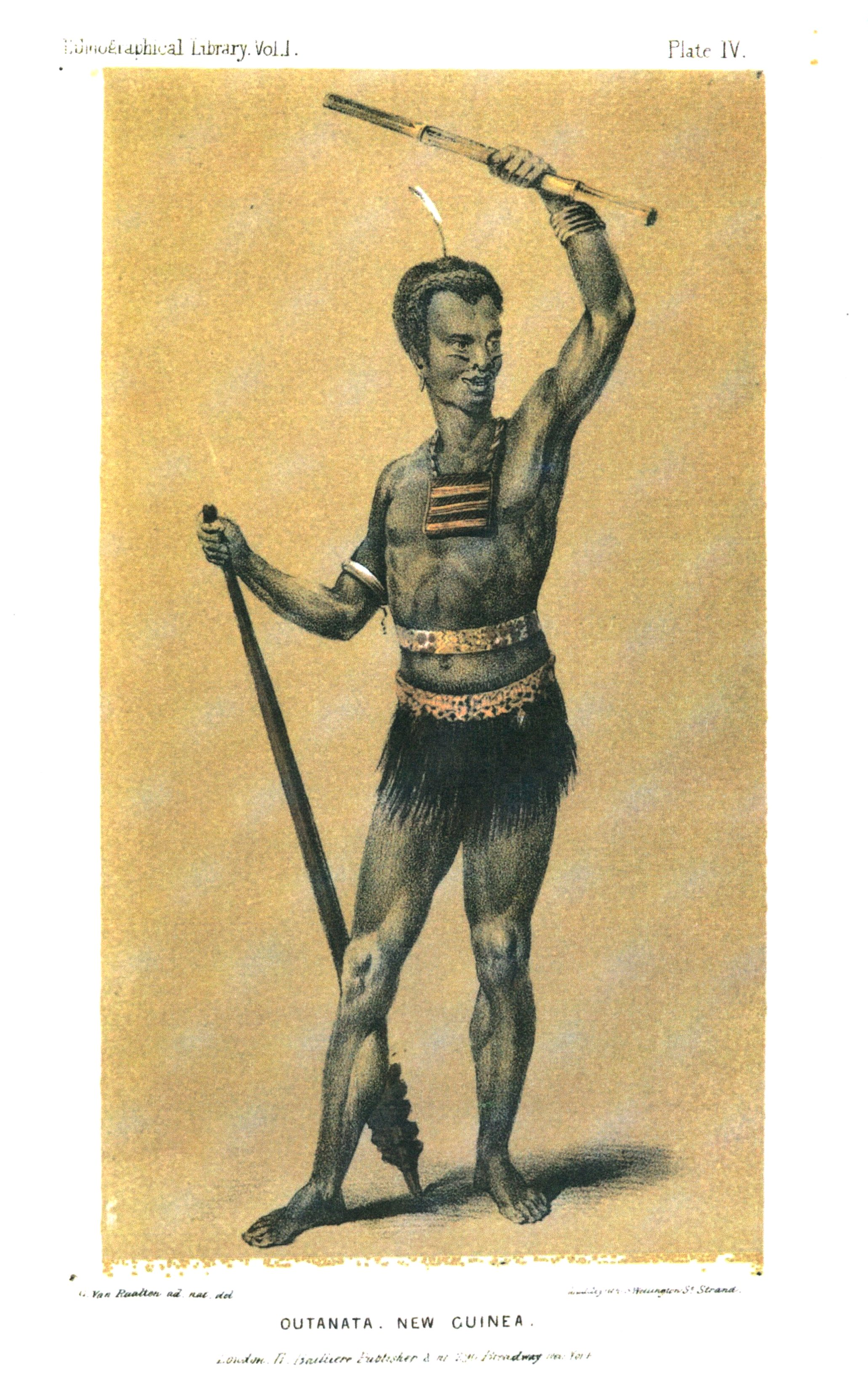
Outanata Krieger (Neuguinea), Zeichnung van Raalten, aus Windsor, 1853

Gerrit van Raalten (* 20. August 1797 in Harderwijk; † 17. April 1829 auf See, vor der Insel Timor) war ein niederländischer Taxidermist und Zeichner.

## Leben und Wirken
Gerrit van Raalten war der Sohn von Reijer van Raalten aus Harderwijk und der 
Cornelia van Raalten, geb. Schutte. Als Mitglied der Natuurkundige Commissie voor Nederlandsch-Indië begleitete er Heinrich Kuhl, Johan Coenraad van Hasselt und Gerrit Laurens Keultjes im Jahre 1820 nach Java. Die Kommission zur Erforschung der Naturgeschichte der niederländischen Kolonien am Ostindischen Archipel startete ihre Exkursionen im Hochland rund um Buitenzorg. Nach dem frühen Tod von Kuhl und Keultjes setzte van Raalten zusammen mit van Hasselt die Sammeltätigkeiten in der Provinz Bantam fort. Neben seiner eigentlichen Aufgabe als Präparator übernahm er zusätzlich das Zeichnen der Fundstücke, wofür er ein außerordentliches Talent entwickelte. Das Ableben van Hasselts 1823 ließ ihn als letztes Mitglied der Kommission zurück. Javas Generalgouverneur Godert Alexander Gerard Philip van der Capellen übertrug ihm die Verantwortung die Verschiffung des gesammelten Materials nach Europa zu organisieren.
Die zweite Forschergruppe der Natuurkundige Commissie um Heinrich Boie, Heinrich Christian Macklot, Salomon Müller und Pieter van Oort wurde durch den mittlerweile ortskundigen van Raalten unterstützt. Ab 1826 durchforschten sie die Bergketten östlich von Buitenzorg (Preanger Regentschappen), wo van Raalten im darauffolgenden Jahr von einem Java-Nashorn schwer verletzt wurde. Nach seiner Genesung gehörte er zu jenen Naturforschern der Kommission, die während der Gründung einer niederländischen Niederlassung 1828 auf Neuguinea die Fauna und Flora der Insel erkundeten. Dabei stellten van Raaltens Zeichnungen die ersten nach der Natur aufgenommenen Bilder von Neuguinea dar. Im Oktober beteiligte er sich mit Macklot, Müller und Alexander Zippelius an der naturwissenschaftlichen Untersuchung der Insel Timor. Auf der Rückreise zum Stützpunkt der Kommission in Kupang erkrankte Gerrit van Raalten an einem schweren Fieber. Er verstarb auf See in einem einfachen Boot auf der Höhe des Ortes Oekoesi, wo ihn Macklot an Land bringen und begraben ließ.
Gerrit van Raaltens wissenschaftliche Bedeutung besteht aus seinem Beitrag an den reichen Sammlungen der Natuurkundige Commissie aus den Jahren 1820–1829, die eine wichtige Grundlage der zoologischen Sammlung des Leidener Naturkundemuseums (Rijksmuseum van Natuurlijke Historie, heute Naturalis) bildet. So geht das Typusexemplar des inzwischen ausgestorbenen Java-Tigers (Panthera tigris sondaica Temminck, 1844) auf seine Sammeltätigkeit bzw. Präparation zurück. Seine zahlreichen Zeichnungen sind in vielen naturwissenschaftlichen Werken veröffentlicht worden.

## Ehrungen

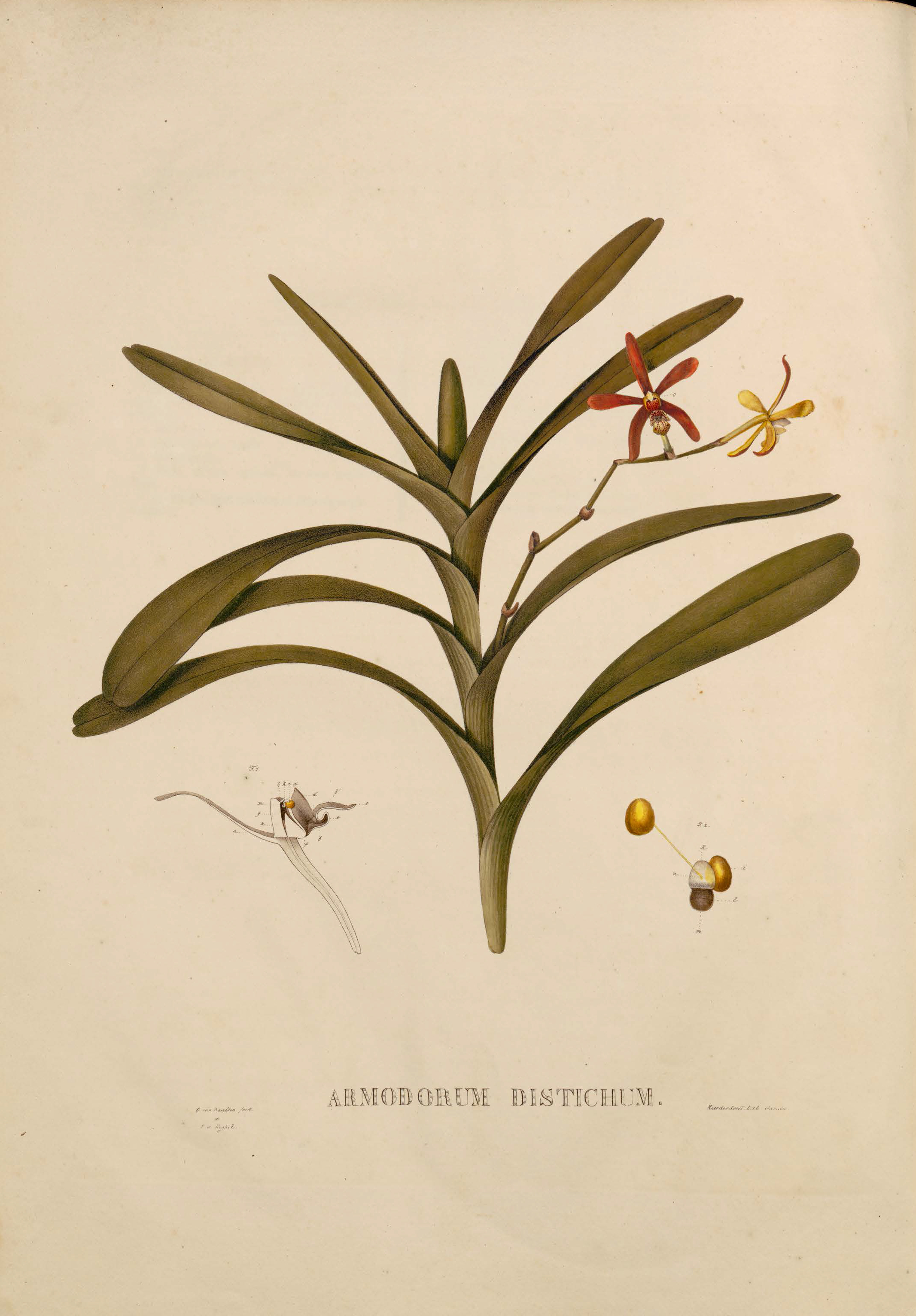
Orchidee Armodorum distichum van Breda, 1827 (Armadorum sulingi Schlechter, 1911), Zeichnung van Raalten, aus van Breda, 1827

- Tasmanische Erdwachtel Coturnix ypsilophora raaltenii (Müller, 1842)
- Kammzahnschleimfisch Salarias (Praealticus) raaltenii (Bleeker, 1851) Catalog of fishes